# 플리스카

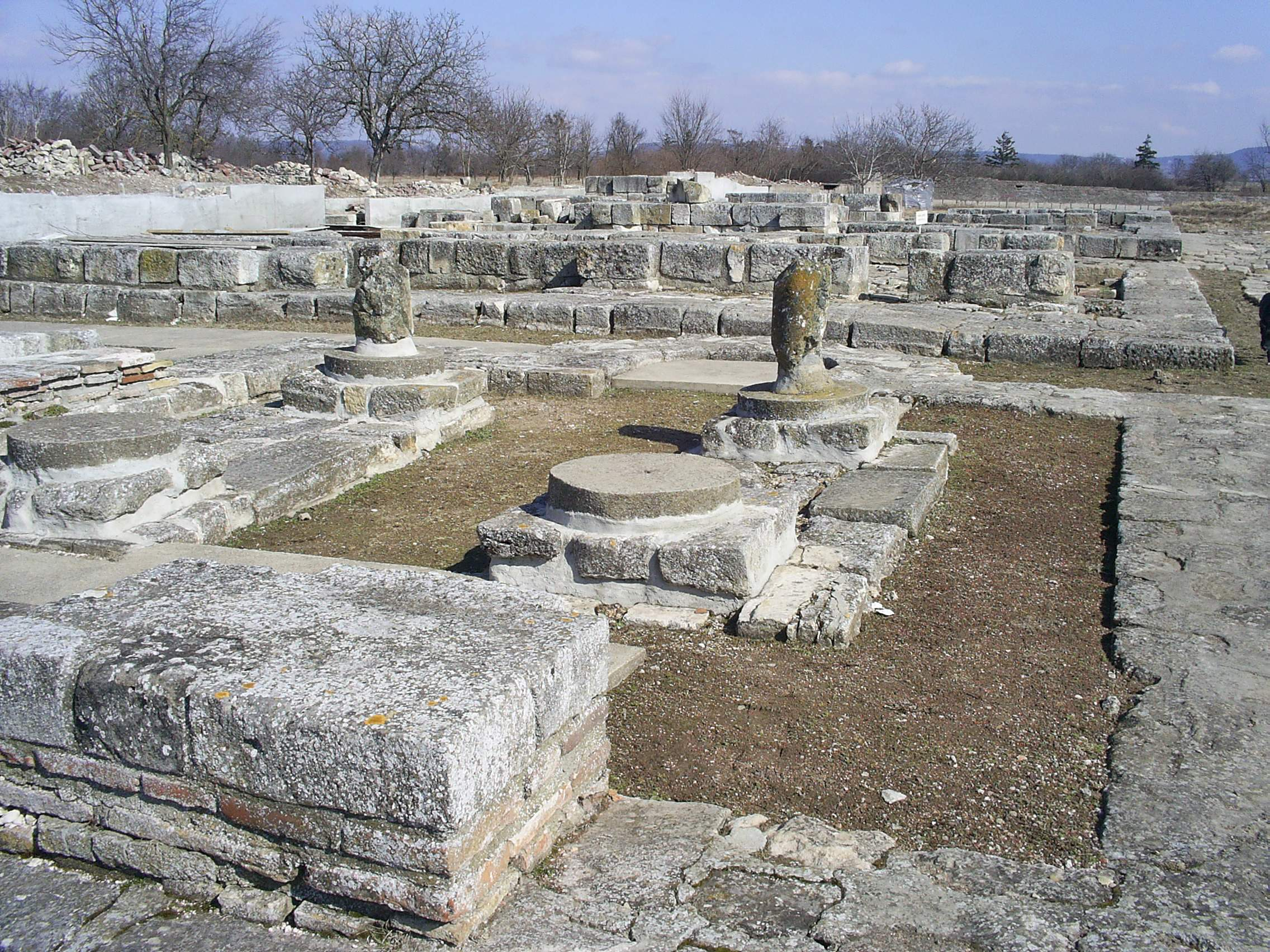
중세 플리스카 유적

플리스카(불가리아어: Плиска)는 불가리아 슈멘 주에 위치한 작은 마을로, 인구는 1,124명이며 높이는 146m이다. 681년부터 893년까지 제1차 불가리아 제국의 수도였던 곳이다.
불가리아 연대기에 따르면 칸 아스파루흐가 도시를 건설했으며 비잔틴 제국의 역사가인 게오르기오스 케드레노스와 안나 콤네네가 도시 이름을 플리스카로 명명했다는 기록이 전한다. 도시 전체 면적은 23km2였으며 배수로와 토성에 둘러싸여 있었다. 요새의 길이는 2.6m에 달했고 높이가 12m에 달했다고 전해진다.